# Helmut Dau
 Helmut Dau (* 30. September 1926 in Düneberg; † 6. November 2010 in Bad Bevensen) war ein deutscher Jurist, Rechtsbibliothekar und Bibliograf.

## Leben

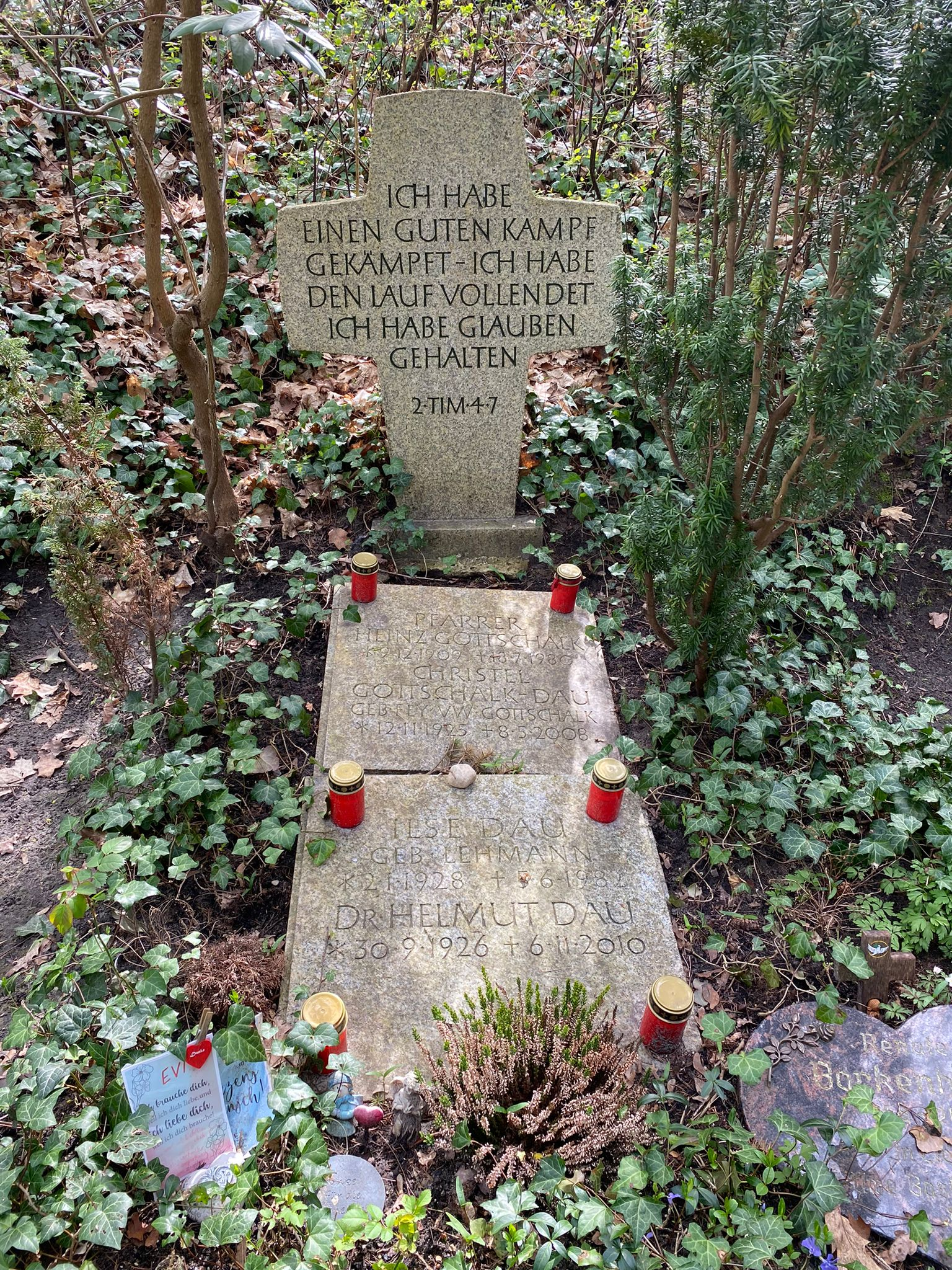
Grabstätte auf dem Friedhof Heerstraße

Helmut Dau wurde als Sohn des Industriekaufmanns und Abteilungsleiters Otto Dau (1895–1977) und dessen Ehefrau Alma Dau (1899–1965) in Düneberg geboren. Er war das letztere von zwei Kindern und der Neffe von Herbert Dau. Nach dem Umzug der Familie nach Leverkusen und seinem Dienst als Luftwaffenhelfer und Soldat im Zweiten Weltkrieg machte er im Oktober 1946 sein Abitur am Carl-Duisberg-Gymnasium in Leverkusen. Da es ihm nicht sofort gelang, einen Studienplatz zu erhalten, folgte eine Buchhändlerlehre, die er 1948 mit der Gehilfenprüfung abschloss. Es folgten die ersten Berufsjahre in Kölner und Düsseldorfer Buchhandlungen. 1950 begann er sein juristisches Studium an der Kölner Universität, welches er 1954 mit dem Staatsexamen und 1959 mit der Promotion zum Dr. jur. abschloss. Im Jahr 1958 heiratete er Ilse Lehmann (1928–1982). Mit ihr bekam er drei Kinder (Burkard, Anke und Volkmar).
In den Jahren 1955–64 war er als Verlagsbuchhändler und -jurist in den Verlagen Dr. Otto Schmidt, Carl Heymann und C. F. Müller tätig. Oft war er auch für die verlagsseitige Vorbereitung juristischer Festschriften zuständig. So war für ihn der Gedanke naheliegend, selbst eine bis dahin nicht vorhandene Bibliographie juristischer Festschriften und Festschriftenbeiträge herauszubringen. Der erste Band erschien 1962.
Er begann 1964 als juristischer Fachreferent der Staatsbibliothek Preußischer Kulturbesitz, Dienststelle Berlin, und zog mit der Familie nach Berlin, wo er bis 1985 wohnte. 1969 wurde er zum Bibliotheksrat ernannt, 1971 zum Bibliotheksoberrat und 1973 zum Bibliotheksdirektor befördert. Unter seiner Leitung wurde das Sondersammelgebiet Rechtswissenschaft der Deutschen Forschungsgemeinschaft (DFG) bei der Staatsbibliothek Preußischer Kulturbesitz gezielt ausgebaut. – Er gehörte zu den Gründern der Arbeitsgemeinschaft für juristisches Bibliotheks- und Dokumentationswesen (AjBD). 1974–1976 war er Vorsitzender und anschließend zwei Jahre Stellvertretender Vorsitzender. – Im Jahre 1978 übernahm er die Leitung des Wissenschaftlichen Dienstes (Bibliothek und Dokumentation) des Bundesverwaltungsgerichts in Berlin. Er widmete sich auch mit großem Interesse dem Aufbau von juris, dem Juristischen Informationssystem für die Bundesrepublik Deutschland.  Mit Ablauf des Jahres 1988 ging er in den Ruhestand.
Nach dem Tode seiner ersten Frau im Jahr 1982 heiratete er 1986 Christel Gottschalk (1925–2008), mit der er 1989 nach Hitzacker an der Elbe zog. In den folgenden Jahren widmete er sich dem Schreiben verschiedener anderer Bücher, die er größtenteils im Eigenverlag veröffentlichte. Eine Ausnahme bildet dabei das Buch Die Jeetzel erzählt. 2008 starb seine zweite Frau. Er zog in eine Altenresidenz in Bad Bevensen, wo er am 6. November 2010 im Alter von 84 Jahren verstarb. Dau ist auf dem Friedhof Heerstraße in Berlin beerdigt. Die Grabstätte liegt in Abteilung 18 L, direkt neben der Grethe Weisers.

## Schriften
- Urheberrechtsreform und Grundgesetz. Die Vereinbarkeit der „Einschränkungen des Verwertungsrechts“ und der „Gesetzlichen Nutzungsrechte“ nach dem Referentenentwurf eines Urheberrechtsgesetzes vom 15. März 1954 mit dem Grundgesetz für die Bundesrepublik Deutschland vom 23. Mai 1949. Diss. jur. Köln 1959.
- Bibliographie juristischer Festschriften und Festschriftenbeiträge. Deutschland, Schweiz, Österreich. [Ab 1977 auch englischer Titel] Bibliography of legal Festschriften. Titles and contents. Germany, Switzerland, Austria. Band 0: 1864/1944 ff. – [1945/61] C. F. Müller, Karlsruhe; [1962/66. 1967/74] Runge in Komm., Bielefeld; [1864/1944. 1975/79-1994/56] Berlin-Verlag Spitz, Berlin; [1997/99] Berliner Wissenschafts-Verlag (BWV), Berlin 1962 ff, ISSN 0931-7686.[6]
- [Zusammen mit Alfred Kritzer] Fachliteratur für den Betriebs- und Volkswirt. Studium und Praxis. Mayr, Würzburg 1962.
- Katalog der Bestände zum anglo-amerikanischen Recht. Bearbeitet im Fachreferat Rechtswissenschaft. Leitung der Redaktion: Helmut Dau, Joachim Schwietzke. Staatsbibliothek Preußischer Kulturbesitz, Berlin 1976, ISBN 3-88053-003-3.
- Verzeichnis rechtswissenschaftlicher Zeitschriften und Serien (VRZS) in ausgewählten Bibliotheken der Bundesrepublik Deutschland einschließlich Berlin (West). Union list of legal serials in selected libraries of the Federal Republic of Germany including Berlin (West). Zugleich Nachtrag zum „Zeitschriftenverzeichnis der juristischen Max-Planck-Institute (ZVJM)“. Hrsg. von der Staatsbibliothek Preußischer Kulturbesitz, Berlin. Bearbeitet im Fachreferat Rechtswissenschaft. Bearbeiter: Helmut Dau, Eleonore Müller-Zahrt, Raimund-Ekkehard Walter. Saur, München 1978, ISBN 3-598-07079-9.[7]
- Kleine Schriften aus den Jahren 2002-2007. Eigenverlag.
- Friedrich – Ein Märchen (Nicht nur für Kinder) / Der verlorene Hase  – oder: Der verlorene Sohn. Ein Märchen – nicht nur für Kinder. In: Vor vielen hundert Jahren. Geschichten und Gedichte für große und kleine Kinder. Hrsg. von Rita G. Fischer. Edition, Frankfurt am Main 2008, ISBN 978-3-8301-0989-1, S. 32–34, 35–38. (Autorenwerkstatt. 98.)
- Die Jeetzel erzählt. R. G. Fischer, Frankfurt am Main 2010, ISBN 978-3-8301-9883-3.[8]